# Deborah Simmons
Pour les articles homonymes, voir Simmons.
Deborah Simmons est un écrivain américain, spécialisée dans les romances historiques. Elle est l'auteur d'une série de best-sellers classés sur la liste du New York Times.

## Biographie
Native de l'Ohio, Deborah Simmons est diplômée de la Wittenberg University de Springfield. Elle a commencé une carrière de journaliste, mais devant le succès de ses romans, elle se consacre désormais à l'écriture. Publiée dans 24 pays, elle a vendu environ 2 millions de livres aux États-Unis.

## Œuvres

### Série de Laci
1. L'enchanteresse, Harlequin, coll. « Les Historiques », 1998 ((en) The Devil's Lady, 1994)
2. (en) Maiden Bride, 1996Inédit en France

### Série Les frères de Burgh
1. Le lien de velours, Harlequin, coll. « Les Historiques », 1999 ((en) Taming The Wolf, 2005)
2. L'alliance maudite, Harlequin, coll. « Les Historiques », 1999 ((en) The de Burgh Bride, 1998)
3. (en) Robber BrideInédit en France
4. (en) The Unexpected Guest, 1999Inédit en France (nouvelle)
5. Le sceptre et le lys, Harlequin, coll. « Les Historiques », 2002 ((en) My Lord de Burgh, 2000)
6. Au nom de la tentation, Harlequin, coll. « Les Historiques », 2003 ((en) My Lady de Burgh, 2000)

### Série Towbridge
1. La débutante, Harlequin, coll. « Les Historiques », 1997 ((en) The Vicar's Daughter, 1995)
2. Le château des tentations, Harlequin, coll. « Les Historiques », 1998 ((en) Tempting Kate, 1997)
3. Le libertin amoureux, Harlequin, coll. « Les Historiques », 2001 ((en) The Last Rogue, 1998)

## Nouvelles
- Un vœu pour Noël, Harlequin, coll. « Les Historiques » ((en) A Wish for Noël, 1997)
- Un combat pour l'amour, Harlequin, coll. « Les Historiques », 2003 ((en) The Companion, 2001)
- (en) The Bachelor Knight, 2001Inédit en France
- Les noces d'un séducteur, Harlequin, coll. « Les Historiques », 2007 ((en) The Notorious Duke, 2002)
- (en) Mismatched Hearts, 2003Inédit en France

### Divers
- (en) Heart's Masquerade, 1989Inédit en France
- Melissa, comtesse de Sheffield, Harlequin, coll. « Les Historiques », 1997 ((en) Fortune Hunter, 1992)
- Les amants de l'ombre, Harlequin, coll. « Les Historiques », 1999 ((en) Silent Heart, 1993)
- Le venin du doute, Harlequin, coll. « Les Historiques », 2000 ((en) The Squire's Daughter, 1994)
- Lord Lucifer, Harlequin, coll. « Les Historiques », 1997 ((en) The Devil Earl, 1996)
- Les diamants du scandale, Harlequin, coll. « Les Historiques », 2002 ((en) The Gentleman Thief, 2000)
- (en) A Man of Many Talents, 2003Inédit en France
- (en) A Lady of Distinction, 2004Inédit en France
- (en) The Dark Viscount, 2008Inédit en France

## RITA Awards (Romance Writers of America)

### Nominations
- Meilleure romance historique pour Les diamants du scandale en 2000
- Meilleure romance historique pour A Lady of Distinction en 2004

## Adaptations en mangas
- Nanao Hidaka, Taming the Wolf - 狼を愛した姫君, 2000
- The De Burgh Bride - 魔性の花嫁, 2001
- Nanao Hidaka, Robber Bride - 騎士と女盗賊, 2002
- The Unexpected Guest - 幸せの約束, 2003
- The Devil's Lady - 悪魔の花嫁, 2003
- The Devil and the Maiden - 悪魔と乙女, 2003
- Nanao Hidaka, My Lord de Burgh - 魔女に捧げる誓い, 2004
- Nanao Hidaka, Maiden Bride - 尼僧院から来た花嫁, 2005
- The Vicar's Daughter - シャーロットの冒険, 2005
- Rin Ogata, Tempting Kate - 伯爵家の事情, 2008
- Nanao Hidaka, Reynold de Burgh: The Dark Knight - 竜の秘宝を抱く乙女, 2011
- Tsuya Satomi, Un combat pour l'amour, Harlequin, 2020 ((en)/(ja)) The Companion / Hakushaku no Yuutsu / 伯爵の憂鬱), 2011)[2]
- The Gentleman Thief - 侯爵は恋泥棒, 2011
- Junko Murata, Le cadeau de la reine, Harlequin, 2021 ((en)/(ja)) Glory and the Rake - 放蕩者とひと雫の恋), 2011)
- Yukako Midori, The Last Rogue - 最後の子爵, 2013
- Nanao Hidaka, The Last De Burgh - 最後の騎士と男装の麗人, 2013
- Rin Ogata, Les noces d'un séducteur, Harlequin, n&b, 2018 ((en)/(ja)) The Notorious Duke / Furyō Kōshaku no Kake / 不良公爵の賭), 2015)[3]
- Misao Hoshiai, The Devil Earl, 2021